# 1602 Indiana

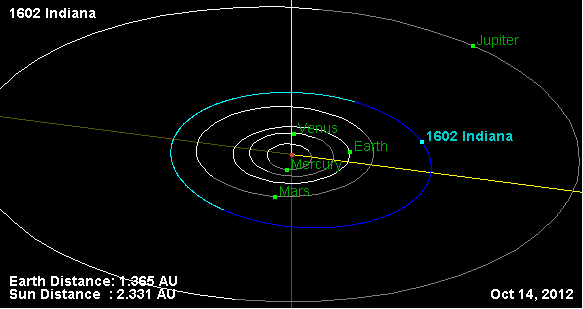

1602 Indiana è un asteroide della fascia principale. Scoperto nel 1950, presenta un'orbita caratterizzata da un semiasse maggiore pari a 2,2444979 UA e da un'eccentricità di 0,1035793, inclinata di 4,16424° rispetto all'eclittica.
L'asteroide è dedicato allo stato dell'Indiana, e all'omonima università nel cui osservatorio l'asteroide fu scoperto.